# Andrenci
Andrenci este o localitate din comuna Cerkvenjak, Slovenia, cu o populație de 181 de locuitori.